# M.Th. Hijlaard
Marius Theodorus Coenraad Hijlaard (Paramaribo, 20 oktober 1890 - aldaar, 13 mei 1979) was een Surinaams onderwijzer en schrijver.
M.Th. Hijlaard was een voorvechter van het volksonderwijs, ook in het Sranan. Hij schreef in de jaren 30 in het tijdschrift De Schakel tussen School en Huis onder de naam Kris een rubriek `Praatjes van Kris Kras'. Verder leverde hij bijdragen aan Het Onderwijs en De Openbare School waarvan hij redacteur was. Hij schreef mede op instigatie van Papa Koenders en Rudie van Lier in de jaren 60, in Surinaams-Nederlands zijn herinneringen aan het creoolse volksleven van rond 1900, die uiteindelijk in 1978 verschenen bij het Bureau Volkslectuur als Zij en ik.

## Over M.Th. Hijlaard
- Michiel van Kempen, Een geschiedenis van de Surinaamse literatuur, Breda: De Geus, 2003, dl. II, pp. 1041-1043.